# 美少女戦士セーラームーン キャラクタービジョンCD
『美少女戦士セーラームーン キャラクタービジョンCD』は、テレビアニメの『美少女戦士セーラームーン』シリーズのミニアルバム作品。1997年11月21日に日本コロムビアより発売された。全4曲収録。

## 概要
テレビアニメ『美少女戦士セーラームーン』シリーズのオープニング主題歌やエンディング主題歌の中から4曲に収録されたミニアルバム。
セーラームーンシリーズアルバムの中の一部キャラクター絵を統合し、その盤の中央が8cmシングルCDになっているという「キャラクタービジョンCDシリーズ」の1枚として発売された。

## 曲目リスト
1. ムーンライト伝説 （2:54）
  - 作詞：小田佳奈子／作曲：小諸鉄矢／編曲：池田大介／歌：DALI
2. 乙女のポリシー （3:16）
  - 作詞：芹沢類／作曲：永井誠／編曲：京田誠一／歌：石田よう子
3. “らしく”いきましょ （3:33）
  - 作詞：武内直子／作曲：水野雅夫／編曲：林有三／歌：Meu
4. セーラースターソング （3:53）
  - 作詞：武内直子／作曲：荒木将器／編曲：HΛL／歌：花沢加絵